# Alexandra Klineman
Alexandra Rose Klineman dite Alix Klineman est une joueuse de volley-ball et de beach-volley américaine née le 30 décembre 1989 à Torrance (Californie). Elle mesure 1,94 m et joue au poste de réceptionneuse-attaquante. Elle totalise 16 sélections en équipe des États-Unis.

## Clubs
| Club                     | De        | À         |
| ------------------------ | --------- | --------- |
| Stanford University      | 2007-2008 | 2009-2010 |
| Robursport Volley Pesaro | 2011-2012 | 2011-2012 |
| Asystel MC Carnaghi      | 2012-2013 | 2012-2013 |
| AGIL Volley              | 2014-2015 | 2014-2015 |
| Praia Clube              | 2015-2016 | ...       |

## Palmarès

### Équipe nationale
- Championnat d'Amérique du Nord des moins de 20 ans
  - Vainqueur : 2006.
- Coupe panaméricaine
  - Vainqueur : 2015[4]

### Clubs
- Supercoupe d'Italie
  - Finaliste : 2012, 2013.
- Coupe d'Italie
  - Vainqueur : 2015.
  - Finaliste : 2013.
- Championnat d'Italie
  - Finaliste : 2015.
- Coupe du Brésil
  - Finaliste : 2016.
- Championnat du Brésil
  - Finaliste : 2016.
- Supercoupe du Brésil
  - Finaliste : 2016.
- Championnat sud-américain des clubs
  - Finaliste : 2017.

### Distinctions individuelles
- Championnat du monde de volley-ball féminin des moins de 18 ans 2005: Meilleure marqueuse.
- Championnat sud-américain des clubs de volley-ball féminin 2017: Meilleure réceptionneuse-attaquante.

### Beach-volley
- Championne olympique en 2021 avec April Ross
- Vice-championne du monde en 2019 avec April Ross.